# Friedel Kostors
Elfriede „Friedel“ Kostors (* 1. Februar 1897; † 21. Mai 1986 in Sebnitz) war eine deutsche Kostümbildnerin und Puppengestalterin.

## Leben
Kostors arbeitete nach dem Zweiten Weltkrieg als zweite Gewandmeisterin nach Elisabeth Grünwaldt für die damals bereits weltbekannten Hohnsteiner Puppenspiele von Max Jacob.
Gemeinsam mit Grünwaldt war sie für die Gestaltung der Kostüme für die von Theo Eggink (und später Till de Kock) geschnitzten Handpuppen-Köpfe verantwortlich und schuf darüber hinaus zahlreiche phantasievolle Textilfiguren.
Zu Kostors Kreationen gehörte auch der aus dem DDR-Fernsehen bekannte Hund „Struppi“, dargestellt durch den renommierten Puppenspieler Heinz Fülfe.
Arbeiten von Friedel Kostors befinden sich u. a. in der Puppentheatersammlung Dresden, im Heimatmuseum von Sebnitz, in der Traditionsstätte Handpuppenspiel in Hohnstein (Sächsische Schweiz) und im Museum für PuppenTheaterKultur in Bad Kreuznach sowie in der Sammlung der Piccolo Puppenspiele.